# Parksallat
Parksallat (Lactuca macrophylla) är en växtart i familjen korgblommiga växter.
Parksallaten har gröna bladrosetter och höga blomstjälkar med blå till lila blommor. Bladen kan bli mycket stora under gynnsamma förhållanden (macrophylla i namnet betyder "stora blad") - 30 cm långa är inte ovanligt.

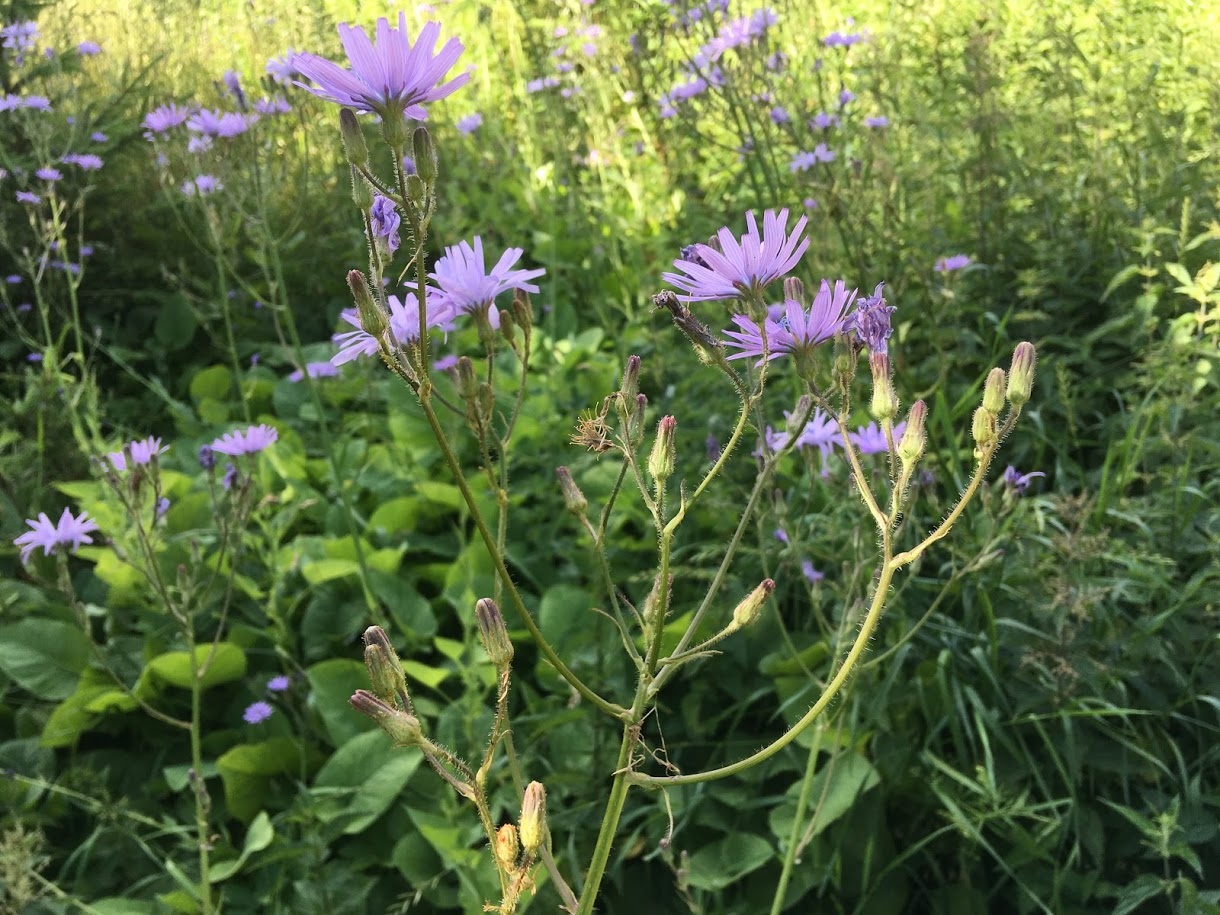

Parksallaten har en mycket god spridningsförmåga. Den bildar långa löpare och har täta rotverk, och nya plantor kan växa ut från en liten bit av en rot. Den börjar växa tidigt på våren och täcker effektivt marken under sig, vilket kväver nästan all annan växtlighet. Den sprider sig fort när den etablerats, och bestånden kan bli många hundra kvadratmeter stora. Mängden olika arter på områden där parksallaten växer är mycket begränsad, den är betydligt värre mot andra arter än t.ex. kirskål.

## Bekämpning
Då parksallaten konkurrerar ut nästan allt annat och sprider sig så fort är den av många betraktad som ett ogräs. Den är svårbekämpad då den har kraftiga rotsystem, där en mycket liten bit av en rot räcker för att etablera en ny planta. De långa underjordiska löparna i ett bestånd kan skicka näring många meter, och rötterna håller näring under lång tid. Att täcka över ett bestånd t.ex. med svart plast för att kväva plantorna fungerar därför endast om varje del av ett bestånd täcks under flera år. Man kan mekaniskt rensa bort rötterna, men om minsta rotbit är kvar kan en ny planta växa upp. 
Kan förväxlas med cikoria. eller torta (som är ganska nära släkt).